# Zalutschia vockerothi
Zalutschia vockerothi är en tvåvingeart som beskrevs av Ole Anton Saether 1976. Zalutschia vockerothi ingår i släktet Zalutschia och familjen fjädermyggor.
Artens utbredningsområde är Québec. Inga underarter finns listade i Catalogue of Life.